# Novantinoe germaini
Novantinoe germaini là một loài bọ cánh cứng trong họ Cerambycidae.